# Kraam
Kraam là một xã thuộc huyện Altenkirchen, trong bang Rheinland-Pfalz, phía tây nước Đức. Xã Kraam có diện tích 2,73 km², dân số thời điểm ngày 31 tháng 12 năm 2006 là 166 người.